# Catedral Diocesana de Jaboticabal
A Catedral Nossa Senhora do Carmo ou Catedral de Jaboticabal está localizada na Praça Doutor Joaquim Batista, 100, em Jaboticabal, São Paulo. É um templo da Igreja Católica Romana, sede da Diocese de Jaboticabal é considerada o marco zero da cidade. É dedicado a Nossa Senhora do Carmo, padroeira de Jaboticabal.

## História

### Antiga Matriz
A antiga Matriz Nossa Senhora do Carmo foi inaugurada em 1828, foi dentro desta capela que o fundador da cidade João Pinto Ferreira, doou um patrimônio a Nossa Senhora do Carmo e assim a cidade de Jaboticabal foi fundada. Foi demolida por volta de 1926, quando a nova matriz já estava praticamente pronta.

### A Catedral
Foi construída onde era a residência do Sr. Cláudio Vaz de Arruda, primeiro como igreja matriz, posteriormente em 1929, foi elevada à Catedral da Diocese.
Lá estão enterrados os dois primeiros bispos de Jaboticabal, Dom Antônio Augusto de Assis (5 de dezembro de 1863 a 7 de fevereiro de 1961) e Dom José Varani (4 de outubro de 1915 a 24 de junho de 1990).
O seu interior possui belas pinturas artísticas e e belíssimas esculturas.

## Outros dados

### Coral Mater Dei
O Coral Mater Dei ou coral da Catedral, é o conhecido coral que apresenta cantatas nos finais de ano, canta em festas da igreja e todo sábado na missa das 18h. É regido pela Profª Antonia Darcy Goes de Lima. No final de 2007 foi lançado seu primeiro CD.

### Comunidades ligadas à Catedral
- Comunidade de Santo Expedito - Rua Castro Alves - 400
- Comunidade de São José - Rua Mizael de Campos - 202

### Missas[2]
- Terças-feiras às 19h
- Sábado às 18h
- Domingo 09h e 19h
- 1ª Sexta -feira do mês às 19h30
- Todo dia 16 às 19h30

## Galeria

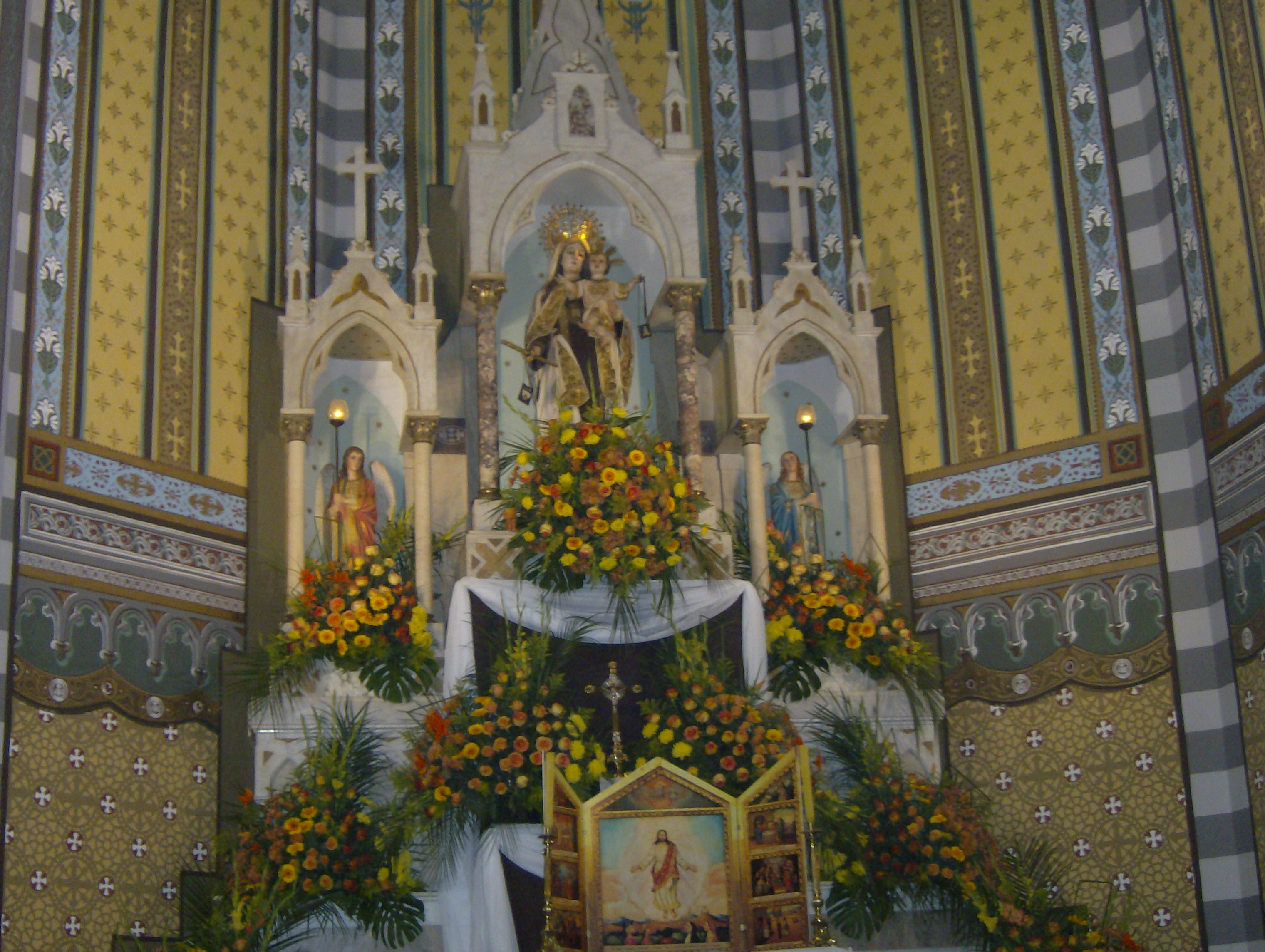
Antigo altar da Catedral
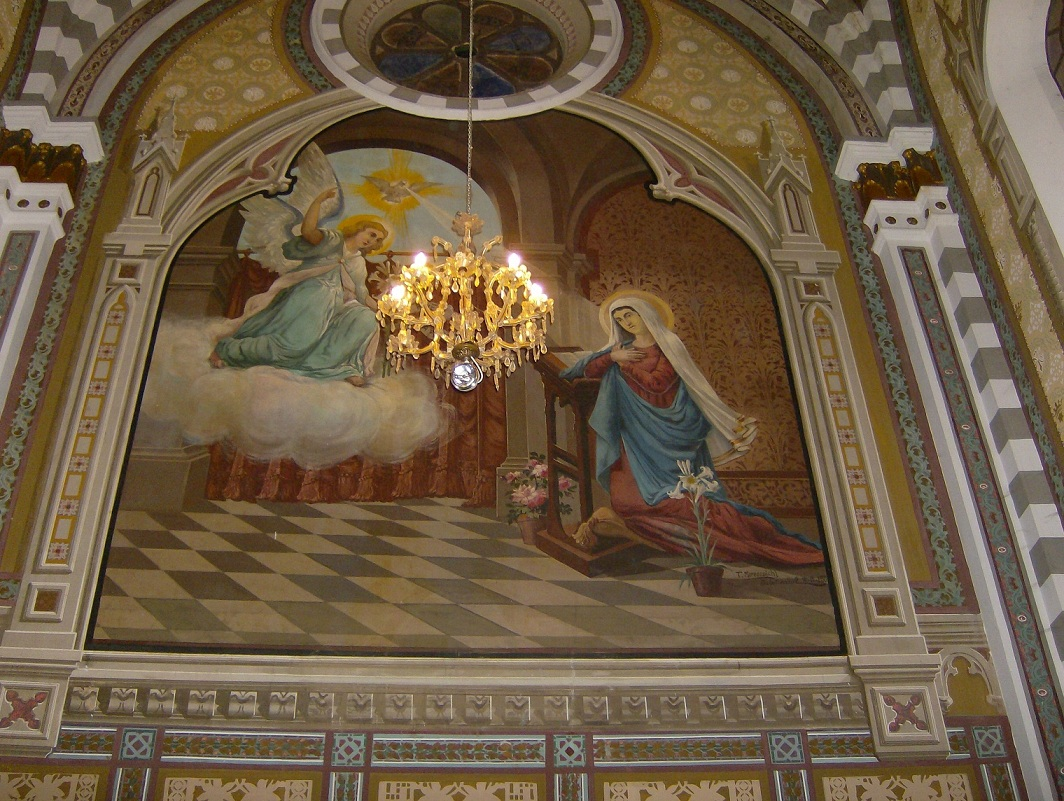
Pintura da Anunciação do Anjo à Maria
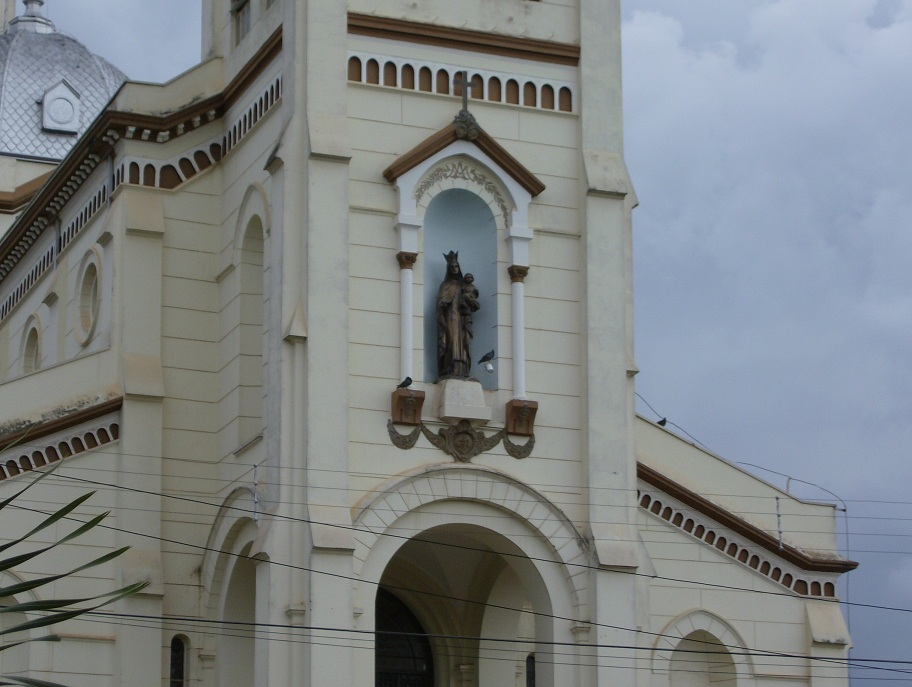
Imagem do lado externo da igreja
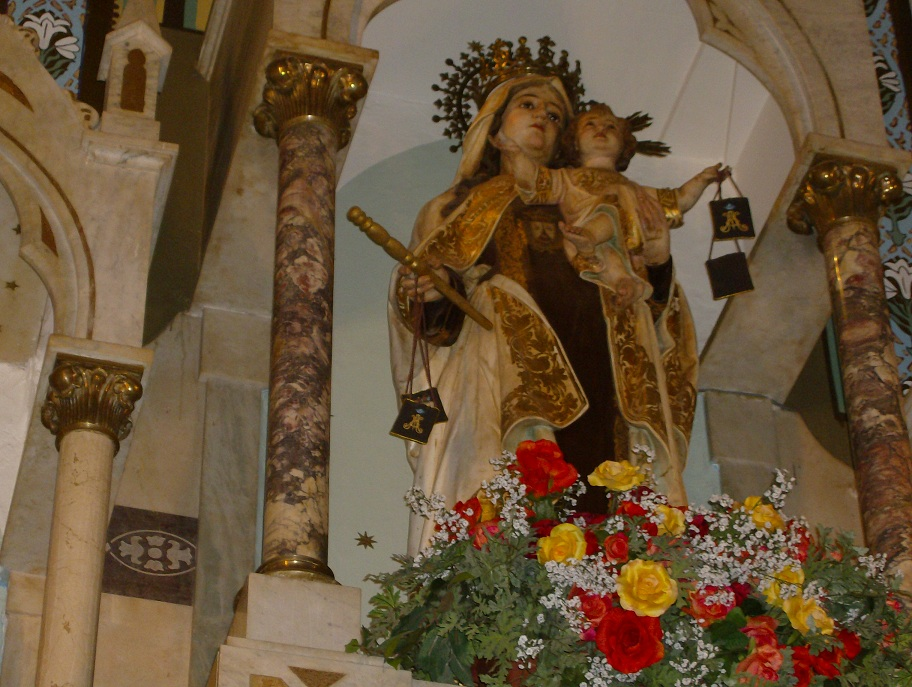
Imagem principal da padroeira
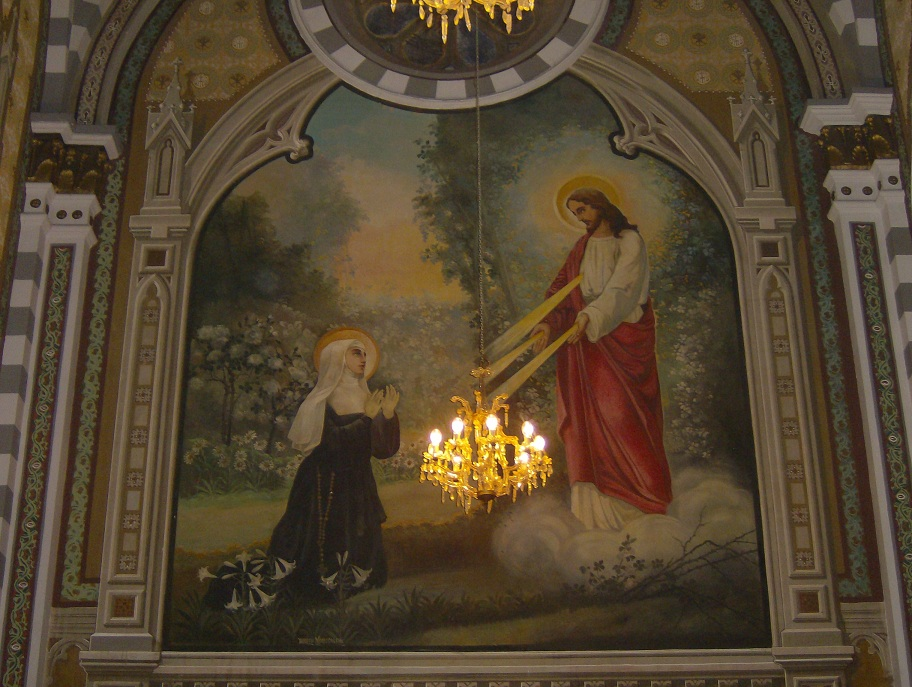
Pintura da aparição de Jesus à Santa Margarida
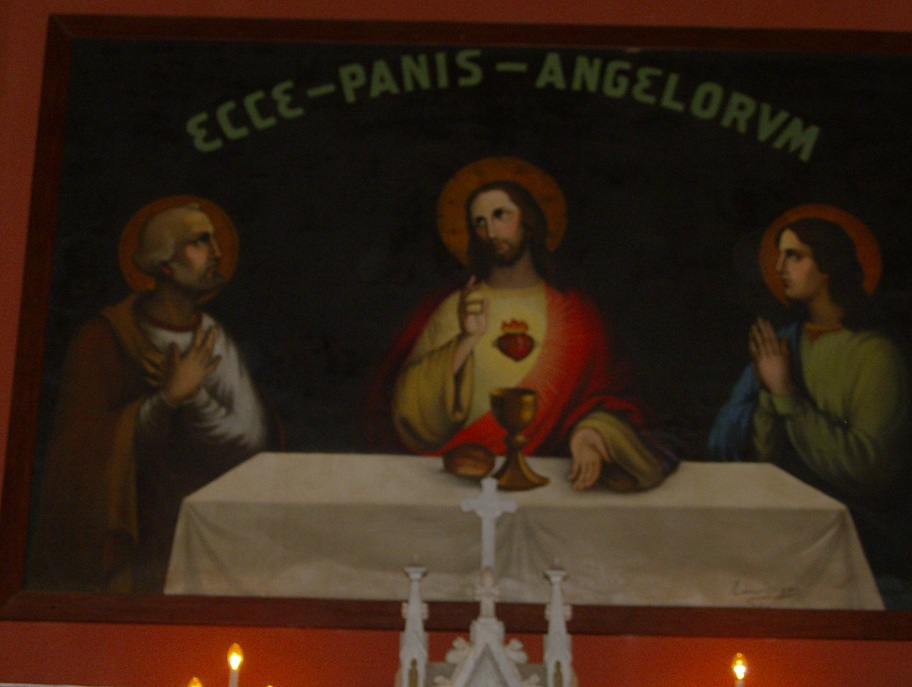
Pintura da Santa Ceia no Santíssimo
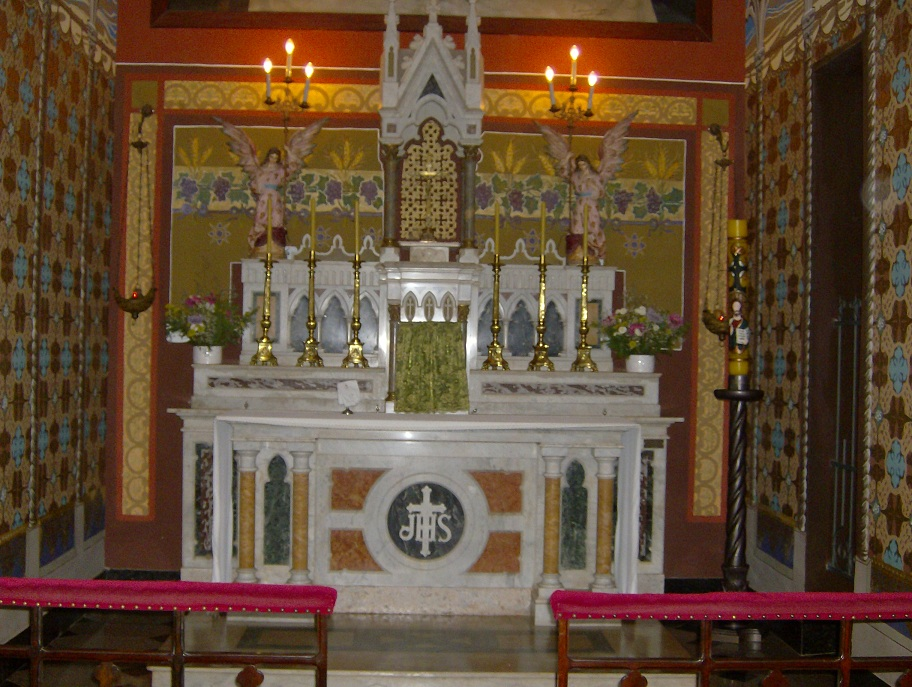
Santíssimo
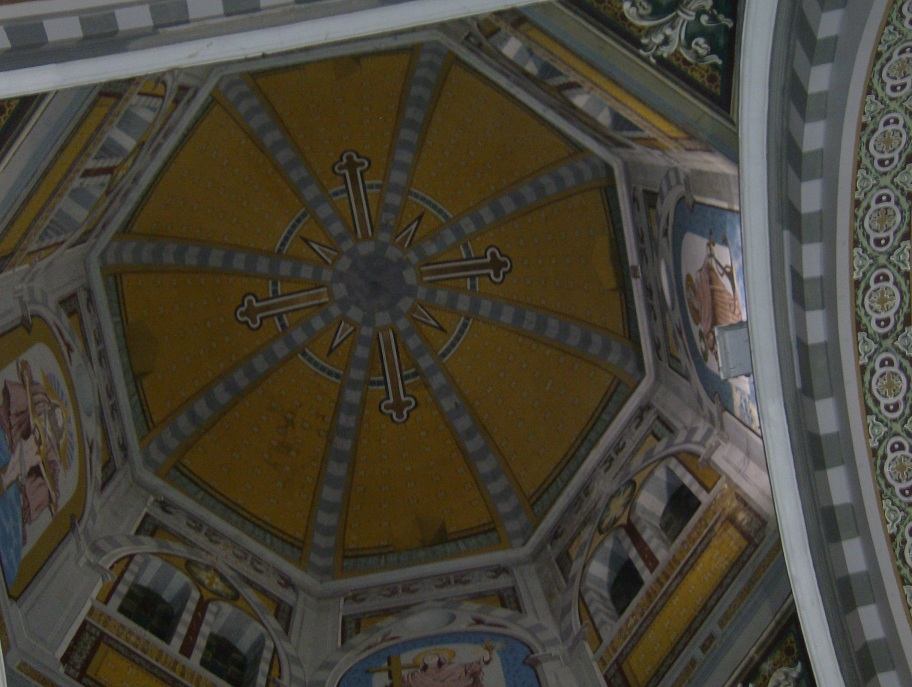
O teto da cúpula
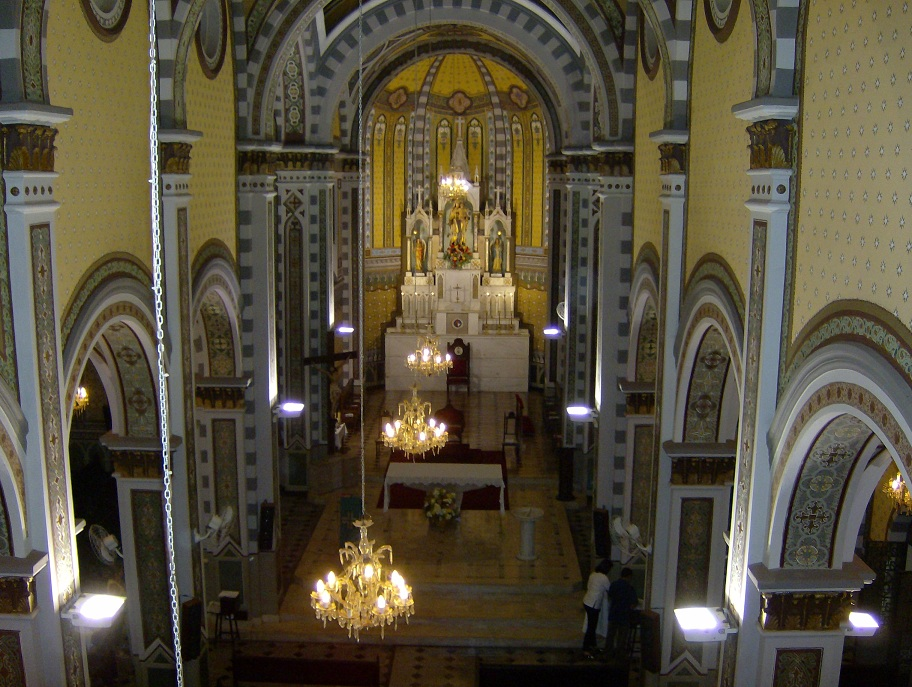
Vista do Coro da Catedral
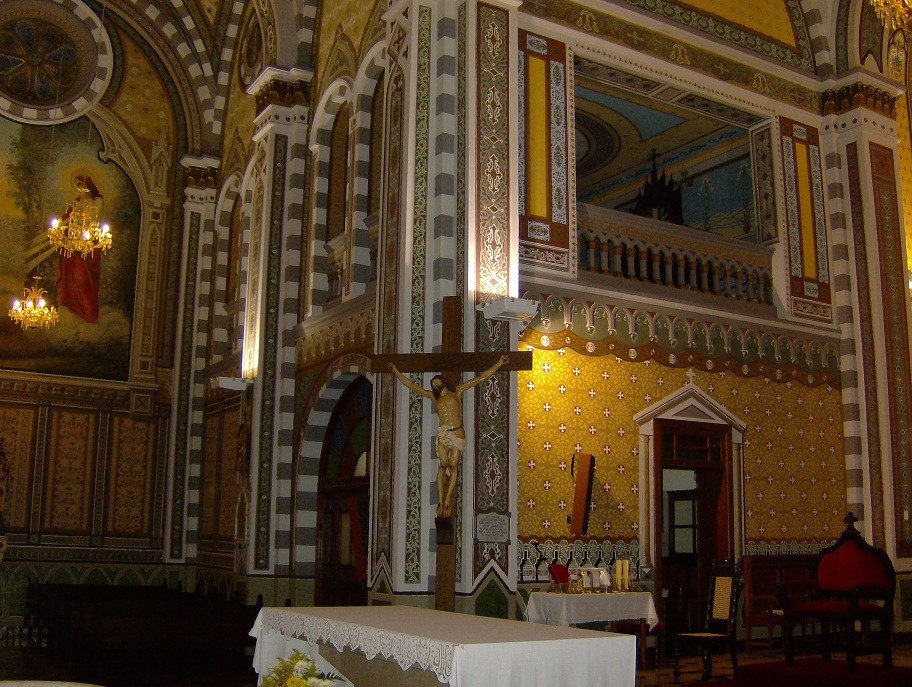
Vista lateral próximo ao altar
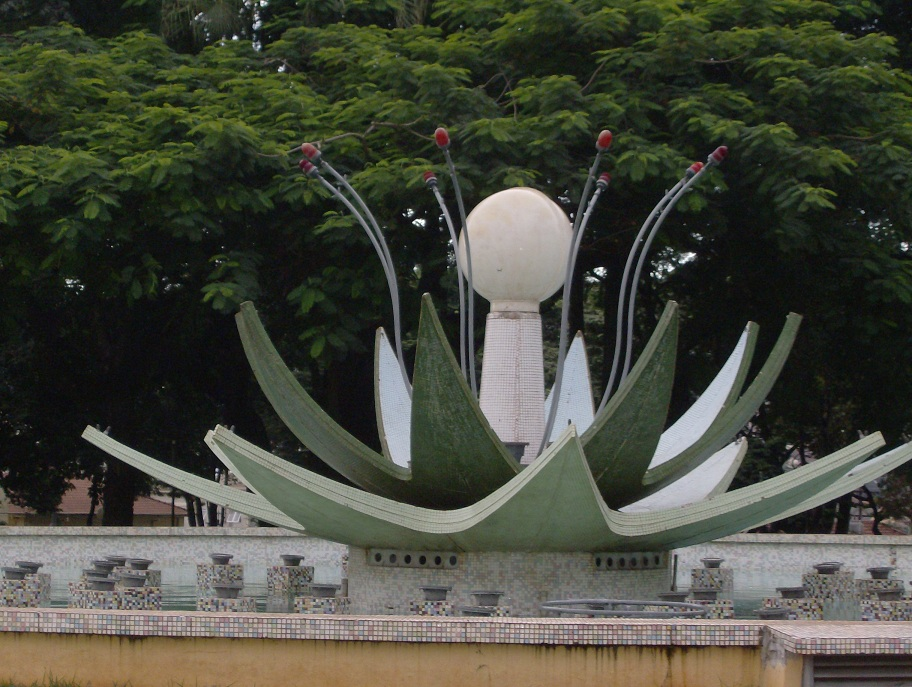
Fonte luminosa, local da Antiga Matriz